# Gosia Andrzejewicz
Małgorzata "Gosia" Andrzejewicz (sinh ngày 14 tháng 1 năm 1984) là một ca sĩ người Ba Lan. Cô ra mắt vào năm 2004 và có được một vài bài hit tại Ba Lan như "Pozwól żyć", "Słowa" và "Trochę ciepła". Hai album của cô đều được chứng chỉ Vàng tại quê nhà, đó là Gosia Andrzejewicz Plus và Lustro đều được phát hành năm 2006.

## Sự nghiệp
Gosia đã thắng hơn 30 giải thưởng cuộc thi ca hát lớn nhỏ và biểu diễn trong một nhóm nhạc jazz trong một khoảng thời gian ngắn. Năm 2004, cô tự phát hành  album đầu tay trùng tên mình, trong đó có các bản hit "Nieśmiały chłopak" và "Wielbicielka". Sau khi ký hợp đồng với hãng đĩa My Music của Ba Lan, album đầu tay của cô được tái phát hành kèm thêm các bài hát Gosia Andrzejewicz Plus vào năm 2006 và cho ra đời những bài hit "Pozwól żyć" và "Słowa". Một album khác phát hành muộn hơn cùng năm là Lustro cũng có mặt của những đĩa đơn "Trochę ciepła" và "Lustro". Cả hai đĩa nhạc đều giành chứng chỉ vàng tại Ba Lan. Gosia đã thắng nhiều giải thưởng âm nhạc và nhanh chóng trở thành một trong những ngôi sao nhạc pop lớn nhất tại quê nhà. Năm 2007 chứng kiến cô phát hành album tuyển tập các bài hit đầu tiên của mình và một tuyển tập các bài hát Giáng sinh và mùa đông tên là Zimno? Przytul mnie!.

## Danh sách đĩa nhạc

### Album phòng thu
| Gosia Andrzejewicz                                                                 | - Phát hành: 24 tháng 10 năm 2004 - Hãng đĩa: Pearl Music - Định dạng: CD                    | —  |             |
| Gosia Andrzejewicz Plus                                                            | - Phát hành: 10 tháng 4 năm 2006 - Hãng đĩa: My Music - Định dạng: CD, tải kĩ thuật số       | 14 | - POL: Vàng |
| Lustro                                                                             | - Phát hành: 20 tháng 11 năm 2006 - Hãng đĩa: My Music - Định dạng: CD, tải kĩ thuật số      | 17 | - POL: Vàng |
| Wojowniczka                                                                        | - Phát hành: 17 tháng 8 năm 2009 - Hãng đĩa: My Music - Định dạng: CD, tải kĩ thuật số       | 36 |             |
| Film                                                                               | - Phát hành: ngày 25 tháng 11 năm 2014 - Hãng đĩa: My Music - Định dạng: CD, tải kĩ thuật số | —  |             |
| "—" chỉ bản nhạc không lọt vào bảng xếp hạng hay được phát hành tại thị trường đó. |                                                                                              |    |             |

### Album tuyển tập
| The Best of Gosia Andrzejewicz                                                     | - Phát hành: 23 tháng 4 năm 2007 - Hãng đĩa: My Music - Định dạng: CD | 25 |
| "—" chỉ bản nhạc không lọt vào bảng xếp hạng hay được phát hành tại thị trường đó. |                                                                       |    |

### Đĩa đơn
| Năm  | Tên                                                | Album                                            |
| ---- | -------------------------------------------------- | ------------------------------------------------ |
| 2004 | "Nieśmiały chłopak"                                | Gosia Andrzejewicz                               |
| 2004 | "Wielbicielka"                                     | Gosia Andrzejewicz                               |
| 2005 | "Trudny wybór"                                     | Gosia Andrzejewicz                               |
| 2005 | "Miłość"                                           | Gosia Andrzejewicz                               |
| 2005 | "Waiting for Love" (feat. Krist Van D & MK Schulz) | Krist Van D & Friends Vol. 1 (Krist Van D album) |
| 2006 | "Dangerous Game"                                   | Gosia Andrzejewicz Plus                          |
| 2006 | "Pozwól żyć"                                       | Gosia Andrzejewicz Plus                          |
| 2006 | "Słowa"                                            | Gosia Andrzejewicz Plus                          |
| 2006 | "Trochę ciepła"                                    | Lustro                                           |
| 2007 | "Lustro"                                           | Lustro                                           |
| 2007 | "Latino"                                           | The Best of Gosia Andrzejewicz                   |
| 2007 | "Siła marzeń"                                      | The Best of Gosia Andrzejewicz                   |
| 2007 | "Magia świąt"                                      | Zimno? Przytul mnie! (various artists album)     |
| 2008 | "You Can Dance" (feat. DJ Remo)                    | You Can Dance (DJ Remo album)                    |
| 2008 | "Feel'In" (feat. DJ Remo)                          | You Can Dance (DJ Remo album)                    |
| 2009 | "Lips" (feat. Kalwi & Remi)                        | Kiss Me Girl (Kalwi & Remi album)                |
| 2009 | "Taste Me All Day" (feat. DJ Remo)                 | My Music - My Pleasure (DJ Remo album)           |
| 2009 | "Otwórz oczy"                                      | Wojowniczka                                      |
| 2009 | "Zabierz mnie"                                     | Wojowniczka                                      |
| 2010 | "Emotions" (feat. DJ Remo)                         | Impreska Vol. 3 (various artists album)          |
| 2010 | "Wojowniczka"                                      | Wojowniczka                                      |
| 2010 | "You"                                              | Film                                             |
| 2011 | "Contagious" (as S#G Projects)                     | Film                                             |
| 2012 | "Loverboy" (hợp tác với Dr. Alban)                 | Film                                             |
| 2012 | "Film"                                             | Film                                             |
| 2012 | "Choose to Believe" (feat. NatStar & St0ne)        | Film                                             |
| 2012 | "Superstar" (hợp tác với Krist Van D)              | Film                                             |
| 2013 | "I'm Not Afraid"                                   | Film                                             |
| 2014 | "Ciszej"                                           | Film                                             |
| 2014 | "Klucz"                                            | Film                                             |